# Sedatii
Légende :
♦Patricien, ♦Plébéien, ♦Consulaire, ♦Sénatorial, ♦Équestre
Gens et Liste des gentes romaines
Les Sedatii sont les membres d'une famille romaine plébéienne, la gens Sedatia.

## Principaux membres
- Caius Sedatius Florus (première moitié du IIe siècle), fait partie du personnel de l'administration de Portus Namnetum (Nantes) avec Marcus Gemellius Secundus[1].
- Marcus Sedatius Myro, enterré à Rome avec son frère Apollinare[i 1].
- Caius Sedatius Stephanus, mentionné sur une inscription avec son épouse Caturigia Crescentina datée de 240 apr. J.-C.[i 2] Il est décurion de la cité des Taunenses (dont le nom provient du mons Taunus), en Germanie supérieure. Il pourrait avoir été adopté par un membre de la gens Sedatia puisqu'aucun de ses descendants ne portent le nomen Sedatius[2].

### Branche desSedatii Severiani
Les Sedatii Severiani sont inscrits dans la Tribu Quirina.
- Caius (Sedatius), (v. 85 - ?)[3].
  - ? Marcus Sedatius Severianus Iulius Acer Metilius Nepos Rufinus Tiberius Rutilianus Censor, (v. 105/10 - 161), consul suffect en 153 apr. J.-C. puis gouverneur de Cappadoce, au début de la guerre de Lucius Verus contre les Parthes[3].
    - ? Marcus Sedatius Severus Iulius Reginus, (v. 130 - ?)[3].